# Charleston, Mississippi
Charleston är en av två administrativa huvudorter i Tallahatchie County i Mississippi. Den andra huvudorten är Sumner. Befolkningen var 2 193 vid folkräkningen år 2010.